# Coupe de France de rugby à XV 1983-1984
Navigation
Coupe de France 1950-1951 Coupe de France 1984-1985
L'édition 1983-1984 de la Coupe de France est la 16e et antépénultième édition de la coupe de France de rugby à XV et la compétition est remportée par le Stade toulousain. 

## Tableau final
|  | Huitièmes de finale       | Huitièmes de finale       | Huitièmes de finale  | Huitièmes de finale  |                  |                  | Quarts de finale | Quarts de finale | Quarts de finale | Quarts de finale |  |  | Demi-finales | Demi-finales | Demi-finales | Demi-finales |  |  | Finale                  | Finale                  | Finale                  | Finale                  |
|  |                           |                           |                      |                      |                  |                  |                  |                  |                  |                  |  |  |              |              |              |              |  |  |                         |                         |                         |                         |
|  | 4 mars 1984, Valence      | 4 mars 1984, Valence      | 4 mars 1984, Valence | 4 mars 1984, Valence |                  |                  | 1984             | 1984             | 1984             | 1984             |  |  | 1984         | 1984         | 1984         | 1984         |  |  | 23 avril 1984, Toulouse | 23 avril 1984, Toulouse | 23 avril 1984, Toulouse | 23 avril 1984, Toulouse |
|  | Stade toulousain          | Stade toulousain          | 35                   | 35                   |                  |                  | 1984             | 1984             | 1984             | 1984             |  |  | 1984         | 1984         | 1984         | 1984         |  |  | 23 avril 1984, Toulouse | 23 avril 1984, Toulouse | 23 avril 1984, Toulouse | 23 avril 1984, Toulouse |
|  | Stade toulousain          | Stade toulousain          | 35                   | 35                   |                  |                  | 1984             | 1984             | 1984             | 1984             |  |  | 1984         | 1984         | 1984         | 1984         |  |  | 23 avril 1984, Toulouse | 23 avril 1984, Toulouse | 23 avril 1984, Toulouse | 23 avril 1984, Toulouse |
|  | US Vinay                  | US Vinay                  | 6                    | 6                    |                  |                  | 1984             | 1984             | 1984             | 1984             |  |  | 1984         | 1984         | 1984         | 1984         |  |  | 23 avril 1984, Toulouse | 23 avril 1984, Toulouse | 23 avril 1984, Toulouse | 23 avril 1984, Toulouse |
|  | US Vinay                  | US Vinay                  | 6                    | 6                    | Stade toulousain | Stade toulousain | 43               | 43               |                  |                  |  |  | 1984         | 1984         | 1984         | 1984         |  |  | 23 avril 1984, Toulouse | 23 avril 1984, Toulouse | 23 avril 1984, Toulouse | 23 avril 1984, Toulouse |
|  | 1984                      |                           |                      |                      | Stade toulousain | Stade toulousain | 43               | 43               |                  |                  |  |  | 1984         | 1984         | 1984         | 1984         |  |  | 23 avril 1984, Toulouse | 23 avril 1984, Toulouse | 23 avril 1984, Toulouse | 23 avril 1984, Toulouse |
|  |                           |                           | US Carcassonne       | US Carcassonne       | 8                | 8                |                  |                  |                  |                  |  |  | 1984         | 1984         | 1984         | 1984         |  |  | 23 avril 1984, Toulouse | 23 avril 1984, Toulouse | 23 avril 1984, Toulouse | 23 avril 1984, Toulouse |
|  | US Carcassonne            | US Carcassonne            | US Carcassonne       | US Carcassonne       | 8                | 8                | 6                | 6                |                  |                  |  |  | 1984         | 1984         | 1984         | 1984         |  |  | 23 avril 1984, Toulouse | 23 avril 1984, Toulouse | 23 avril 1984, Toulouse | 23 avril 1984, Toulouse |
|  | US Carcassonne            | US Carcassonne            | 1984                 |                      |                  |                  | 6                | 6                |                  |                  |  |  | 1984         | 1984         | 1984         | 1984         |  |  | 23 avril 1984, Toulouse | 23 avril 1984, Toulouse | 23 avril 1984, Toulouse | 23 avril 1984, Toulouse |
|  | CS Villefranche-sur-Saône | CS Villefranche-sur-Saône | 3                    | 3                    |                  |                  |                  |                  |                  |                  |  |  | 1984         | 1984         | 1984         | 1984         |  |  | 23 avril 1984, Toulouse | 23 avril 1984, Toulouse | 23 avril 1984, Toulouse | 23 avril 1984, Toulouse |
|  | CS Villefranche-sur-Saône | CS Villefranche-sur-Saône | 3                    | 3                    | Stade toulousain | Stade toulousain | 30               | 30               |                  |                  |  |  |              |              |              |              |  |  | 23 avril 1984, Toulouse | 23 avril 1984, Toulouse | 23 avril 1984, Toulouse | 23 avril 1984, Toulouse |
|  | 1984                      |                           |                      |                      | Stade toulousain | Stade toulousain | 30               | 30               |                  |                  |  |  |              |              |              |              |  |  | 23 avril 1984, Toulouse | 23 avril 1984, Toulouse | 23 avril 1984, Toulouse | 23 avril 1984, Toulouse |
|  |                           |                           | RC Hyères            | RC Hyères            | 9                | 9                |                  |                  |                  |                  |  |  |              |              |              |              |  |  | 23 avril 1984, Toulouse | 23 avril 1984, Toulouse | 23 avril 1984, Toulouse | 23 avril 1984, Toulouse |
|  | RC Hyères                 | RC Hyères                 | RC Hyères            | RC Hyères            | 9                | 9                | 12               | 12               |                  |                  |  |  |              |              |              |              |  |  | 23 avril 1984, Toulouse | 23 avril 1984, Toulouse | 23 avril 1984, Toulouse | 23 avril 1984, Toulouse |
|  | RC Hyères                 | RC Hyères                 | 1984                 |                      |                  |                  | 12               | 12               |                  |                  |  |  |              |              |              |              |  |  | 23 avril 1984, Toulouse | 23 avril 1984, Toulouse | 23 avril 1984, Toulouse | 23 avril 1984, Toulouse |
|  | AS Montferrand            | AS Montferrand            | 4                    | 4                    |                  |                  |                  |                  |                  |                  |  |  |              |              |              |              |  |  | 23 avril 1984, Toulouse | 23 avril 1984, Toulouse | 23 avril 1984, Toulouse | 23 avril 1984, Toulouse |
|  | AS Montferrand            | AS Montferrand            | 4                    | 4                    | RC Hyères        | RC Hyères        | 7                | 7                |                  |                  |  |  |              |              |              |              |  |  | 23 avril 1984, Toulouse | 23 avril 1984, Toulouse | 23 avril 1984, Toulouse | 23 avril 1984, Toulouse |
|  | 1984                      |                           |                      |                      | RC Hyères        | RC Hyères        | 7                | 7                |                  |                  |  |  |              |              |              |              |  |  | 23 avril 1984, Toulouse | 23 avril 1984, Toulouse | 23 avril 1984, Toulouse | 23 avril 1984, Toulouse |
|  |                           |                           | La Voulte sportif    | La Voulte sportif    | 6                | 6                |                  |                  |                  |                  |  |  |              |              |              |              |  |  | 23 avril 1984, Toulouse | 23 avril 1984, Toulouse | 23 avril 1984, Toulouse | 23 avril 1984, Toulouse |
|  | La Voulte sportif         | La Voulte sportif         | La Voulte sportif    | La Voulte sportif    | 6                | 6                | 24               | 24               |                  |                  |  |  |              |              |              |              |  |  | 23 avril 1984, Toulouse | 23 avril 1984, Toulouse | 23 avril 1984, Toulouse | 23 avril 1984, Toulouse |
|  | La Voulte sportif         | La Voulte sportif         | 1984                 |                      |                  |                  | 24               | 24               |                  |                  |  |  |              |              |              |              |  |  | 23 avril 1984, Toulouse | 23 avril 1984, Toulouse | 23 avril 1984, Toulouse | 23 avril 1984, Toulouse |
|  | SU Agen                   | SU Agen                   | 15                   | 15                   |                  |                  |                  |                  |                  |                  |  |  |              |              |              |              |  |  | 23 avril 1984, Toulouse | 23 avril 1984, Toulouse | 23 avril 1984, Toulouse | 23 avril 1984, Toulouse |
|  | SU Agen                   | SU Agen                   | 15                   | 15                   | Stade toulousain | Stade toulousain | 6                | 6                |                  |                  |  |  |              |              |              |              |  |  |                         |                         |                         |                         |
|  | 1984                      |                           |                      |                      | Stade toulousain | Stade toulousain | 6                | 6                |                  |                  |  |  |              |              |              |              |  |  |                         |                         |                         |                         |
|  |                           |                           | FC Lourdes           | FC Lourdes           | 0                | 0                |                  |                  |                  |                  |  |  |              |              |              |              |  |  |                         |                         |                         |                         |
|  | FC Lourdes                | FC Lourdes                | FC Lourdes           | FC Lourdes           | 0                | 0                | 15               | 15               |                  |                  |  |  |              |              |              |              |  |  |                         |                         |                         |                         |
|  | FC Lourdes                | FC Lourdes                |                      |                      |                  |                  |                  | 15               |                  |                  |  |  |              |              |              |              |  |  |                         |                         |                         |                         |
|  | Stade aurillacois         | Stade aurillacois         | 3                    | 3                    |                  |                  |                  |                  |                  |                  |  |  |              |              |              |              |  |  |                         |                         |                         |                         |
|  | Stade aurillacois         | Stade aurillacois         | 3                    | 3                    | FC Lourdes       | FC Lourdes       | 15               | 15               |                  |                  |  |  |              |              |              |              |  |  |                         |                         |                         |                         |
|  | 1984                      |                           |                      |                      | FC Lourdes       | FC Lourdes       | 15               | 15               |                  |                  |  |  |              |              |              |              |  |  |                         |                         |                         |                         |
|  |                           |                           | RC Narbonne          | RC Narbonne          | 9                | 9                |                  |                  |                  |                  |  |  |              |              |              |              |  |  |                         |                         |                         |                         |
|  | RC Narbonne               | RC Narbonne               | RC Narbonne          | RC Narbonne          | 9                | 9                | 37               | 37               |                  |                  |  |  |              |              |              |              |  |  |                         |                         |                         |                         |
|  | RC Narbonne               | RC Narbonne               | 1984                 |                      |                  |                  | 37               | 37               |                  |                  |  |  |              |              |              |              |  |  |                         |                         |                         |                         |
|  | US Dax                    | US Dax                    | 9                    | 9                    |                  |                  |                  |                  |                  |                  |  |  |              |              |              |              |  |  |                         |                         |                         |                         |
|  | US Dax                    | US Dax                    | 9                    | 9                    | FC Lourdes       | FC Lourdes       | 15               | 15               |                  |                  |  |  |              |              |              |              |  |  |                         |                         |                         |                         |
|  | 1984                      |                           |                      |                      | FC Lourdes       | FC Lourdes       | 15               | 15               |                  |                  |  |  |              |              |              |              |  |  |                         |                         |                         |                         |
|  |                           |                           | Aviron bayonnais     | Aviron bayonnais     | 0                | 0                |                  |                  |                  |                  |  |  |              |              |              |              |  |  |                         |                         |                         |                         |
|  | Aviron bayonnais          | Aviron bayonnais          | Aviron bayonnais     | Aviron bayonnais     | 0                | 0                | 6                | 6                |                  |                  |  |  |              |              |              |              |  |  |                         |                         |                         |                         |
|  | Aviron bayonnais          | Aviron bayonnais          |                      |                      |                  |                  |                  | 6                |                  |                  |  |  |              |              |              |              |  |  |                         |                         |                         |                         |
|  | USA Perpignan             | USA Perpignan             | 3                    | 3                    |                  |                  |                  |                  |                  |                  |  |  |              |              |              |              |  |  |                         |                         |                         |                         |
|  | USA Perpignan             | USA Perpignan             | 3                    | 3                    | Aviron bayonnais | Aviron bayonnais | 28               | 28               |                  |                  |  |  |              |              |              |              |  |  |                         |                         |                         |                         |
|  | 1984                      |                           |                      |                      | Aviron bayonnais | Aviron bayonnais | 28               | 28               |                  |                  |  |  |              |              |              |              |  |  |                         |                         |                         |                         |
|  |                           |                           | FC Oloron            | FC Oloron            | 4                | 4                |                  |                  |                  |                  |  |  |              |              |              |              |  |  |                         |                         |                         |                         |
|  | FC Oloron                 | FC Oloron                 | FC Oloron            | FC Oloron            | 4                | 4                | 29               | 29               |                  |                  |  |  |              |              |              |              |  |  |                         |                         |                         |                         |
|  | FC Oloron                 | FC Oloron                 |                      |                      |                  |                  |                  | 29               |                  |                  |  |  |              |              |              |              |  |  |                         |                         |                         |                         |
|  | CO Le Creusot             | CO Le Creusot             | 10                   | 10                   |                  |                  |                  |                  |                  |                  |  |  |              |              |              |              |  |  |                         |                         |                         |                         |
|  | CO Le Creusot             | CO Le Creusot             | 10                   | 10                   |                  |                  |                  |                  |                  |                  |  |  |              |              |              |              |  |  |                         |                         |                         |                         |
|  |                           |                           |                      |                      |                  |                  |                  |                  |                  |                  |  |  |              |              |              |              |  |  |                         |                         |                         |                         |

## Finale
| 23 avril 1984 | Stade toulousain                                                                    | 6 - 0 | FC Lourdes | Stadium, Toulouse 9,000 spectateurs |
| 23 avril 1984 | Essai(s) : 1 essai de L. Husson Transformation(s) : 1 transformation de G. Martinez |       |            | Stadium, Toulouse 9,000 spectateurs |
| 23 avril 1984 |                                                                                     |       |            | Stadium, Toulouse 9,000 spectateurs |

| Stade toulousain Titulaires S. Gabernet 15 L. Husson 14 E. Bonneval 13 D. Charvet 12 G. Novès 11 J-M. Rancoule 10 G. Martinez 9 H. Lecomte 8 K. Janik 7 Th. Maset 6 J-M. Cadieu 5 G. Portolan 4 Cl. Portolan 3 D. Santamans 2 Ch. Breseghello 1 Remplaçants A. Cigagna S. Laïrle |  |  |  | FC Lourdes Titulaires 15 A. Caussade 14 Ph. Berbizier 13 R. Séguret 12 Fumat 11 M. Coeurveillé 10 Casteran 9 P. Berbizier 8 J. Latapie 7 Guinle 6 G. Brunat 5 Dambax 4 B. Coumes 3 J-P. Garuet 2 Donzelli 1 M. Crémaschi Remplaçants Rivero Lacazette |